# Station Morąg Kolonia
Station Morąg Kolonia is een spoorwegstation in de Poolse plaats Morąg. Het station werd geopend in 1947.